# C Y O'Connor Beach
C Y O'Connor Beach (engelska: C Y O’Connor Beach) är en strand i Australien. Den ligger i kommunen City of Cockburn och delstaten Western Australia, omkring 18 kilometer sydväst om delstatshuvudstaden Perth.
Runt C Y O'Connor Beach är det i huvudsak tätbebyggt. Runt C Y O'Connor Beach är det tätbefolkat, med 383 invånare per kvadratkilometer. Genomsnittlig årsnederbörd är 1 018 millimeter. Den regnigaste månaden är maj, med i genomsnitt 176 mm nederbörd, och den torraste är februari, med 9 mm nederbörd.